# Zlatko Čajkovski
Zlatko „Čik“ Čajkovski (24. listopadu 1923 Záhřeb – 27. července 1998 Mnichov) byl jugoslávský fotbalista a trenér chorvatského původu. Hrál na pozici defenzivního záložníka. Jeho bratr Željko Čajkovski byl také fotbalista, zahrál si s ním na MS 1950. Jako hráč si zahrál v HAŠK Záhřeb, Partizanu Bělehrad, 1.FC Köln a Hapoelu Haifa. Za Jugoslávii si zahrál na MS 1950 a MS 1954 a účastnil se OH 1948 a OH 1952. Trénoval v Německu, Chorvatsku, Řecku, Švýcarsku a Rakousku. Zemřel 27. července 1998 ve věku 74 let v německém Mnichově.

## Klubová kariéra
Kariéru započal roku 1939 v klubu HAŠK Záhřeb, kde působil až do konce 2. světové války do roku 1945. Po válce přestoupil do čerstvě založeného Partizanu Bělehrad, se kterým hned v úvodní sezóně získal „double“ (vítězství v lize i poháru), z titulu v nejvyšší jugoslávské lize se radoval ještě v sezóně 1948/1949, z jugoslávského poháru ještě v sezónách 1951/1952 a 1953/1954. Za Partizan odehrál 156 zápasů a vstřelil 19 gólů. V roce 1955 přestoupil do 1.FC Köln, kde odehrál 57 zápasů a vstřelil 7 gólů. Roku 1958 přestoupil do izraelského klubu Hapoel Haifa, kde po 2 letech ukončil kariéru.

## Reprezentační kariéra
Během 2. světové války 2x reprezentoval samostatnou chorvatskou reprezentaci. Poté od roku 1946 až do roku 1955 reprezentoval Jugoslávii v 55 zápasech a vstřelil v nich 7 gólů. Všechny své reprezentační starty zaznamenal během působení v Partizanu Bělehrad. Účastnil se MS 1950, kde Jugoslávie vypadla ve skupině a také MS 1954 na kterém Jugoslávie vypadla ve čtvrtfinále s pozdějším vítězem Německem. Účastnil se také OH 1948, kde získal s Jugoslávií stříbro po prohře ve finále se Švédy 3:1 a také OH 1952, kde také s Jugoslávií získal stříbro po prohře s tehdy nejlepším týmem světa, s Maďary. Na OH 1952 se také 3x gólově prosadil.

## Trenérská kariéra
Trenérskou licenci získal na škole v Kolíně nad Rýnem, jeho učitelem byl bývalý trenér 1.FC Köln Hennes Weisweiler. Roku 1961 převzal 1.FC Köln, kde trénoval až do roku 1963. Během 2 let v Kölnu získal 1. a 2. místo v Bundeslize. Poté převzal Bayern Mnichov, se kterým získal v sezónách 1965/1966 a 1966/1967 DFB-Pokal a také v roce 1967 získal Pohár vítězů pohárů, v roce 1968 své působení v Bayernu ukončil. Poté převzal v roce 1968 Hannover 96, se kterým se umístil na 11. místě v Bundeslize, v roce 1969 v Hannoveru skončil. Na rok převzal Kickers Offenbach a zde získal DFB-Pokal a vyhrál regionální ligu. Na rok se vrátil do rodného Chorvatska, kde trénoval Dinamo Záhřeb. Pak se zase vrátil do Německa, kde 2 roky trénoval 1.FC Norimberk a poté se vrátil do Kolína nad Rýnem, kde také strávil 2 roky. Na rok se vrátil také do Offenbachu. Od roku 1977 až do roku 1978 trénoval AEK Athény, s AEK v sezóně 1977/1978 získal double. Od roku 1978 až do roku 1981, trénoval švýcarské kluby FC Zürich a FC Grenchen a rakouský tým Grazer AK. V roce 1982 se navrátil do AEK Athény, zde však ještě ten rok skončil. Jeho poslední angažmá bylo v letech 1982–1984 v řeckém klubu Apollon Kalamarias.